# Sarcophyton stellatum
Sarcophyton stellatum is een zachte koraalsoort uit de familie Alcyoniidae. De koraalsoort komt uit het geslacht Sarcophyton. Sarcophyton stellatum werd in 1910 voor het eerst wetenschappelijk beschreven door Kükenthal. 